# 두 번째 비
두 번째 비는 음악 그룹 바닐라 어쿠스틱의 두 번째 음반이다.

## 수록곡
1. Goodbye June
2. 굿모닝 레이디
3. Constant No. 2
4. 내 남자의 자격
5. 니가 없이도
6. 꿈에 잠들다